# Осада Голубаца
Осада Голубаца — осада войсками венгерско-валашско-литовского альянса занятой османами крепости Голубац в 1428 году. Эта осада была первой в венгерской военной истории, в которой венгерская армия использовала значительную артиллерию. Однако венгры не смогли захватить Голубац и были разбиты османской основной армией во главе с султаном Мурадом II. После битвы большая часть Сербии и Боснии была завоевана османской армией.

## Предыстория
В конце XIV века Османская империя завоевала большую часть Балкан и подошла к южным границам Королевства Венгрия. После битвы на Косовом поле (1389) османы стали угрожать и Сербии. Поэтому в 1426 году сербский деспот Стефан Лазаревич заключил соглашение с венгерским королем Сигизмундом Люксембургским: крепости Белграда и Голубаца должны были быть переданы Венгрии в обмен на защиту Сербии и признание венграми Георгия Бранковича в качестве преемника Стефана.
После смерти Лазаревича в 1427 году Сигизмунд потребовал от Бранковича выполнить соглашение, но сербский деспот попытался уклониться. Тогда Сигизмунд силой занял крепость Белград, после чего сербский комендант Голубаца передал крепость османам от имени Сигизмунда.

## Осада
Из-за стратегического расположения Голубацкой крепости Сигизмунд не захотел смириться с её передачей туркам. Зимой 1427 года он построил крепость Ласловара (ныне — Колонини, Румыния) на противоположном от Голубаца берегу Дуная. Эта крепость стала базой для кампании против османов. Когда началось вторжение, у Сигизмунда было около 15-20 000 солдат. Армия Сигизмунда также включала литовские и валашские вспомогательные полки под командованием Завиши Чёрного и Дана II Валашского.
В конце апреля христианские войска атаковали Голубац. Впервые в венгерской военной истории венгерская армия использовала артиллерию в военном конфликте. Солдаты обстреляли крепость из орудий дунайской флотилии и со стен Ласловари. Османские защитники Голубаца смело отбивались, но обстрел разрушил стены. Сигизмунд планировал нападение на стены, однако в этот момент подошла значительная османская армия, возглавляемая лично Мурадом II. Сигизмунд решил избежать битвы и предложил перемирие: христиане прекратили свои атаки и начали отступление.
Однако, когда христианская армия начала пересекать Дунай, османы, как и всегда, нарушили перемирие и организовали внезапное нападение. Во время отступления был убит командир личной охраны Сигизмунда Иштван Розгони и командир литовского контингента Завиша Чёрный, прикрывавший отход венгерских и валашских войск.

## Последствия
После разгрома венгров Мурад II организовал наступление на Сербию, чей деспот Георгий Бранкович в конечном счете признал себя вассалом Османской империи. Далее османы вторглись в Боснию и разбили Твртко II, захватив некоторые из его важнейших крепостей.
Сразу после битвы Сигизмунд начал организовывать систему обороны против османов. Он послал значительную армию в Белград и передал защиту Баната тевтонским рыцарям. Однако Мурад II не напал на Венгрию, а вместо этого сосредоточился на осаде Фессалоники. В 1430 году стороны достигли перемирия, которое продлилось до 1432 года.